# Petandakan
Petandakan is een bestuurslaag in het regentschap Buleleng van de provincie Bali, Indonesië. Petandakan telt 1979 inwoners (volkstelling 2010).